# Фіголла

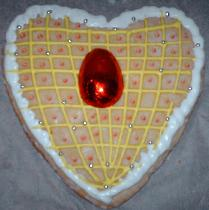
Фігола у формі серця.

Фіголла — це мальтійська випічка з марципановою начинкою, яка подається як великодні солодощі. Вони часто мають форму сердечок, хрестів, зірок, рибок, зайчиків, будь-якого символу, який пов'язаний із християнством, особливо з католицизмом, але в наш час вони можуть бути сформовані у будь-якій формі, до чого захоплюється людина, якій ви даруєте.
Бісквітна основа переважно складається зі звичайного борошна, вершкового масла/маргарину, цукрової пудри, ванільної есенції, яєць, цедри лимона та води.
Начинка, схожа на марципан, виготовляється з меленого мигдалю, цукрової пудри, яєчних білків і мигдальної есенції. Деякі також можуть додати апельсинову цедру або більше лимона.
Фіголлі, як правило, покриті цукровою глазур'ю або розтопленим шоколадом із сотнями і тисячами зверху.
На Мальті їх печуть протягом Страсного тижня в католицькій деномінації християнства і дають дітям/близьким родичам або друзям, щоб з'їсти їх у Великодню неділю. У деяких мальтійських селах є традиція, коли священик благословляє Фіголлі на площі біля церкви разом із сучасними шоколадними пасхальними яйцями.
Вважається, що фіголлі (множина від figolla) має давнє сицилійське коріння, оскільки слово походить від сицилійського слова «figulina», що означає фігура. Їх також випікали для релігійних цілей, а також для перемоги над загарбниками, такими як турки, яких також зробили фігурами на згадку про ті події. Ці фігуліни, які випікали в Стародавній Сицилії, не такі популярні на Сицилії в наш час, але залишилися та розвивалися на Мальті.